# Ахмадов, Хута Адланович
 Ху́та (Абдуррахма́н) Адла́нович Ахма́дов (чечен. Ӏадлани ВоӀ ХутӀа; 26 сентября 1972 года, Урус-Мартан, Чечено-Ингушская АССР, РСФСР, СССР — 5 сентября 1999 года, Новолакское, Дагестан, Россия) — чеченский полевой командир, моджахед и близкий друг арабского амира Хаттаба. Участник Первой чеченской войны в 1994—1996 годах; до этого воевал в Афганистане и Таджикистане на стороне афганских моджахедов. Погиб от попадания пули снайпера в глаз 5 сентября 1999 года.

## Биография

### Ранние годы
Родился в многодетной чеченской семье в городе Урус-Мартан. Выходец из тайпа Гендарганой. Перед распадом Советского Союза вместе с семьёй проживал в Республике Калмыкия.

### Становление

Хута Ахмадов с Хаттабом

В 1989 году проходил службу в Вооружённых силах СССР, был направлен в составе ограниченного контингента войск в Республику Афганистан. В том же году перешёл на сторону афганских моджахедов, после чего до 1993 года сражался в рядах подразделений Хаттаба в Афганистане и Таджикистане.

### Первая чеченская война
С началом Первой чеченской войны — активный участник боевых действий на стороне Вооружённых сил Чеченской Республики Ичкерия.
Российский военнослужащий, чудом выживший во время Боёв за Грозный 1996 года, рассказывал: 

Их командир Абдурахман решил с нами поговорить. Нас начали убеждать, что рано или поздно они займут этот подвал, и хватит им для этого одной противотанковой гранаты. У нас ребята и так все контуженые были, и одной гранаты боевиков для нас вполне хватило бы. Мы приняли решение попробовать хотя бы через плен «доползти» до наших. Оставили свои автоматы, тем более что патронов уже не было, и вышли наверх. Абдурахман свое слово сдержал, нас никто пальцем не тронул. Офицер, у которого «крыша поехала», на выходе из подвала пустил себе пулю в висок.
 
— Андрей Кузьминов — Журнал «Солдат удачи» № 11 / 1996 г.

### Вторжение в Дагестан
В 1999 году участвовал во Вторжении боевиков в Дагестан, организованном Багаутдином Кебедовым. Вспоминая эти события, Шамиль Басаев отмечал: 

Мы собрались, все командиры, много собралось, совещание сделали – маджлис, и решили, что это наш долг – им помочь, и мы пошли. На второй день, был Ахмадов Хута, хороший муджахид, амир, с ним мы вдвоем поехали, маскировочные халаты одели, спустились вниз, посты там милицейские были, мы их проверили, пути, дороги, все облазили, все у них разведали и уже на третий день мы туда зашли .
 
— Интервью Шамиля Басаева Андрею Бабицкому, показанное американским каналом АВС 28 июля 2005 года
Хута Ахмадов погиб 5 сентября 1999 года близ чеченского села Бони-Эвла (ныне Новолакское в составе Республики Дагестан) в результате попадания пули снайпера в глаз. Утверждали, что этот выстрел снайпера был осуществлён во время переговоров. Согласно книге «Дагастанское Досье», в отместку за убийство Хуты Ахмадова его братья отдали приказ уничтожить всех причастных к этому факту, после чего произошла Тухчарская резня.